# Francisco Joaquim da Rocha
Francisco Joaquim da Rocha (Barra, 23 de abril de 1883 — Rio de Janeiro, 12 de fevereiro de 1960) foi um político brasileiro. ova Constituição (16/7/1934) e a eleição do presidente da República no dia seguinte, teve, assim como os demais constituintes, seu mandato prorrogado até maio do ano seguinte.
Mais uma vez elegeu-se à CâExerceu o mandato de deputado federal constituinte pela Bahia em 1934.
Estudou na Faculdade de Medicina da Bahia, se formando em 1906. Durante o curso, foi designado pelo governador do estado, José Marcelino de Sousa, para chefiar a turma de estudantes da faculdade encarregada de combater febres na região do São Francisco.
Exerceu a medicina no Amazonas, no Acre e na própria Bahia, onde se elegeu intendente municipal.
Era filiado ao Partido Republicano Democrático (PRD), e em 1910 fez parte da campanha vencedora do Marechal Hermes da Fonseca pela presidência da República .